# Radio Zelina
Radio Zelina čiji je osnivač bio tadašnji SSRNH, općinska organizacija Zelina,
započela je svoj rad u sklopu tadašnjeg zelinskog Narodnog sveučilišta, a 1995. g. izdvojila se u samostalno poduzeće Radio Sveti Ivan Zelina d.o.o. Kao i na početku
i danas djeluje u prostoru gradske uprave. Odašiljač se nalazi na Belošić bregu, brdu 2 km udaljenom od Zeline.

## Program
Od osnutka do danas cilj je informiranje građana o najznačajnijim događanjima na prostorima grada i okolice, ali i šire. Glazbeni program je prema tome utemeljen na mnogo urbane, pop i rock glazbe, ali i na bogatoj tradicionalnoj glazbi. Radio emitira mnogo glazbe bez prekida, najbolje glazbene mikseve, kratke vijesti iz zemlje i svijeta te opširne lokalne vijesti.
Svakim radnim danom u 13 sati na programu je središnja informativna emisija. Emisija "Dobro jutro Prigorje" emitira se svakim radnim danom ujutro od 7 do 12 sati, a njezini su voditelji Željko Pukšec i Borko Samec.  
"Radio Zelina" programski je orijentiran na slušateljstvo u dobnom rasponu od 5 do 85 godine.

## Internet program
Radio Zelina pored regularnog FM emitiranja ujedno emitira i preko interneta.

## Vanjske poveznice
- Radio Zelina - službene stranice (hrvatski)  Arhivirana inačica izvorne stranice od 14. veljače 2013. (Wayback Machine)
- Radio Zelina - Facebook stranica (hrvatski)